# Szabó István (író)
Szabó István (Cserszegtomaj, 1931. március 7. – Budapest, 1976. március 16.) magyar író.

## Élete
1931-ben született a Keszthelyhez közeli Cserszegtomajon. Parasztcsaládból származott. Kissé korosabb szülők könnyen sérülő, betegségre hajlamos gyermeke. Gátlásos és nagy álmú kisfiú. Túlfinomult fogékonysággal figyel nagyanyja valóságközelben tartott, igaz történeteire, s valószínűtlenül korán kap rá a világirodalomra. Gyermekkorát és ifjúságát földművelő szerszámok és szaporodó könyvek között osztja meg, paraszti munkát végezve egy másfajta élet igézetében. A szőlősorok vagy a kukoricatábla végén Gogol, Turgenyev és Móricz Zsigmond műveibe feledkezik, s munka közben maga is kigondol egy-egy történetet. S amikor lehetőség nyílik rá, nyomban elfordul a hagyományos életmódtól, traktorosnak áll egy gépállomásra, ahol 1950–51-ben dolgozott.
1953-ban – a katonaidő letelte után – keszthelyi jóakarói és az Írószövetség segítségével egyetemista bölcsészhallgató lesz Pesten, s már-már a könyvtárak lakója. Közben ír és mindenfelől bátorítják. „A Pesten eltöltött idő – vallja később – egymás után szülte a hazulról hozott életanyag darabjait, novellákat. Mintha ez a földrajzi távolság kellett volna a nekiszabadult íráshoz, a boldog munkához.”
Mert ha az apai örökségnek, a földhöz ragasztó életmódnak hátat fordított is, élményeit és emlékeit a gondokkal együtt magával hozta a fővárosba. S nem is akart tőlük szabadulni. Ellenkezőleg, felelőssége igaz tudatában úgy érezte: őszinte és művészileg is érvényes szavakkal hírt kell adnia arról, amit látott és átélt. El kell mondania a gyermeki eszmélkedés éveinek nagy örömeit és magrázkódtatásait, s el kell mondania ifjúsága legizgalmasabb élményét: a régi falu megváltozásának, átalakulásának drámáját.
Novellái a modern magyar próza legszebb és legnagyobb teljesítményei közé tartoznak.
1976-ban, negyvenöt évesen ragadta el a halál.

## Művei
- A lázadó; Magvető, Bp., 1956
- Varázslat kertje. Elbeszélések; Szépirodalmi, Bp., 1963
- Ne nézz hátra!; Szépirodalmi, Bp., 1972
- Iskola a magasban; Szépirodalmi, Bp., 1977
- Hajnalok hajnala; vál., szerk. Győri János; Móra, Bp., 1978 (Mókus könyvek)
- Hazulról odáig; vál., szerk. Győri János; Magvető–Szépirodalmi, Bp., 1979 (30 év)
- A szabadság keresztje; vál., szöveggond. Győri János; Szépirodalmi, Bp., 1987
- Isten teremtményei. Összegyűjtött novellák; gyűjt., szerk., utószó Győri János; Szépirodalmi, Bp., 1991
- Kodolányi János és Szabó István levelezése; szerk., utószó Csűrös Miklós; Holnap, Bp., 1999
- A barátság szelleme. Levél- és dokumentumgyűjtemény; előszó, szerk., jegyz. Győri János és Fogarassy Miklós; Kortárs, Bp., 2009 (Kortárs levelezés)

## Díjai
- 1957. – József Attila-díj – A lázadó (1956)
- 1964. – József Attila-díj – Varázslat kertje